# Decimal Day
Decimal Day is de dag, meer bepaald 15 februari 1971, waarop het valuta in het Verenigd Koninkrijk en Ierland werd opgedeeld in een decimale onderverdeling.

## Indeling voor 15 februari 1971
Vóór de decimalisatie was het niet zo dat 1 pond overeenkwam met 100 pence. In onderstaande tabel staat het laatste toepasselijke overzicht van de equivalenten.
| Naam stuk       | Equivalent Pond sterling   | Equivalent in Pence | Equivalent in Shilling |
| --------------- | -------------------------- | ------------------- | ---------------------- |
| 1 Pond sterling | 1 Pond sterling            | 240 Pence           | 20 Shilling            |
| 1 crown         | 1/4 Pond sterling          | 60                  | 5 Shilling             |
| 1 half crown    | 1/8 Pond sterling          | 30 Pence            | 2 Shilling + 6 Pence   |
| 1 florin        | 1/10 Pond sterling         | 24 Pence            | 2 Shilling             |
| 1 Shilling      | 1/20 Pond sterling         | 12 Pence            | 1 Shilling             |
| 1 six pence     | 1/40 Pond sterling         | 6 Pence             | 1/2 Shilling           |
| 1 groat         | 1/60 Pond sterling         | 4 Pence             | 1/3 Shilling           |
| 1 three pence   | 1/80 Pond sterling         | 3 Pence             | 1/4 Shilling           |
| 1 Penny         | 1/240 Pond sterling        | 1 Pence             | 1/12 Shilling          |
| 1 halfpenny     | 1/480 Pond sterling        | 1/2 Pence           | 1/24 Shilling          |
| 1 farthing      | 1/960 Pond sterling        | 1/4 Pence           | 1/48 Shilling          |
| 1 guinea*       | 1 Pond sterling + 12 Pence | 252 Pence           | 21 Shilling            |

* De guinea werd in 1816 vervangen door Pond sterling. Sindsdien is de munt fysisch niet meer in gebruik. In theorie werd de guinea nog tot Decimal day regelmatig gebruikt om de waarde van goederen met een aristocratische connotatie aan te duiden, zoals honoraria van artsen en advocaten, de prijs van land, paarden en schilderijen.

## Geschiedenis in het Verenigd Koninkrijk
In 1792 besloot de VS om als eerste Engelstalige natie een valuta te gebruiken die gebaseerd was op decimalen. Dit concept werd in 1704 door tsaar Peter I van Rusland toegepast voor de Russische roebel, maar China gebruikte dit systeem al veel langer. In 1824 stelde Baron John Wrottesley aan het Britse parlement voor om de Pond sterling ook te decimaliseren, maar dit werd verworpen. In 1887 werden wel de Britse florijn en Britse dubbele florijn uitgebracht. De eerste was 1/10 waard van een pond, de tweede 4/10 van een pond. De laatste munt werd door het volk slecht onthaald waardoor deze in 1890 al terug werd ingetrokken.
In 1841 werd een werkgroep opgericht om na te gaan of het Verenigd Koninkrijk kon overgaan naar een decimaal valutasysteem en het metrisch stelsel. Er werd enkel een document opgesteld met de voor- en nadelen van het systeem, maar een definitieve conclusie bleef uit. Enkel Lord Overstone en John Hubbard, de gouverneur van Bank of England, hadden een eigen mening en beweerden dat de overschakeling slechts geringe voordelen zou hebben.
In 1862 werd er nogmaals een werkgroep opgericht om na te gaan of een decimalisatie van de valuta en het metrisch stelsel kon ingevoerd worden, maar ook dit leidde tot geen verandering.
Tussen 1918 en 1920 werd er alweer een commissie opgesteld voorgezeten door Lord Emmott. Volgens hem was de enige mogelijkheid om een pond onder te verdelen in 1000 mills, maar dat dat te onhandig zou zijn. Andere leden van de commissie stelden voor om het pond te vervangen door een Royal dewelke bestaat uit 100 halfpennies. Een Royal zou overeenkomen met ongeveer 0,20 pond.
In 1960 werkten de British Science Association en Association of British Chambers of Commerce samen om een plan op te zetten hoe het Britse pond sterling gedecimaliseerd zou kunnen worden. Daarbij hielden zij rekening met de succesvolle overstap van het systeem in Zuid-Afrika waarop de overheid het Committee of the Inquiry on Decimal Currency oprichtte. Tegen 1 maart 1966 was er een volledig rapport en scenario uitgewerkt, maar het duurde tot 1969 alvorens het voorstel door het parlement werd goedgekeurd.
Op 15 februari 1971 ging het nieuwe systeem, met nieuwe munten omdat deze een andere waarde hadden, in voege.

## Geschiedenis in Ierland
Vóór 1927 waren het Verenigd Koninkrijk en Ierland lange tijd een monetaire unie en gebruikten hetzelfde geld. In 1927 bracht Ierland eigen munten en biljetten op de markt, maar de waarde was gekoppeld aan die van het Verenigd Koninkrijk. Dit wil zeggen dat alle Ierse munten eenzelfde waarde hadden als hun Britse tegenhanger.  Deze koppeling bleef tot in 1979. Later besloot Ierland om de Euro in te voeren.